# Tixapan
Tixapan är en ort i Mexiko.   Den ligger i kommunen Cuetzalan del Progreso och delstaten Puebla, i den sydöstra delen av landet, 180 km öster om huvudstaden Mexico City. Tixapan ligger 413 meter över havet och antalet invånare är 318.
Terrängen runt Tixapan är lite bergig, och sluttar norrut. Runt Tixapan är det tätbefolkat, med 383 invånare per kvadratkilometer. Närmaste större samhälle är Olintla, 16,9 km väster om Tixapan. I omgivningarna runt Tixapan växer huvudsakligen savannskog.